# Arthropeas fenestralis
Arthropeas fenestralis är en tvåvingeart som beskrevs av Malloch 1932. Arthropeas fenestralis ingår i släktet Arthropeas och familjen vedflugor.
Artens utbredningsområde är Sichuan (Kina). Inga underarter finns listade.